# Касьян, Мартын Ваганович
Мартын Ваганович Касьян (арм. Մարտին Վահանի Կասյան; 14 сентября 1905, Абастумани — 25 октября 1995, Ереван) — советский и армянский учёный в области машиностроения, академик АН Армянской ССР.

## Биография
В 1928 окончил Тбилисский политехнический институт, работал на машиностроительном, а затем на станкостроительном заводах. Одновременно преподавал в Политехническом институте в Тбилиси. В 1937 году защитил кандидатскую диссертацию на тему «Температура резания». В 1943 году защитил докторскую диссертацию на тему «Рациональное управление стружкообразованием».
С 1949 года преподавал в Ереванском политехническом институте. Профессор с 1944 года. Проректор ЕрПИ с 1949 года. В 1956 году был избран академиком АН Армянской ССР (член-корреспондент с 1953). Заведующий кафедрой (1949—1995) технологии машиностроения, академик-секретарь отделения технических наук, член Президиума АН Армянской ССР (1955—1956). Председатель Государственного научно-технического комитета Совета Министров Армянской ССР (1957—1961).

## Сфера исследований и основные труды
Основной сферой исследований Касьяна являлась оптимизация параметров резания металлов и камня, технология машиностроения, выявление основ управления процессами резания металлов, оптимизация качества режущих инструментов. В годы Великой Отечественной войны участвовал в освоении новой военной техники, в частности стрелкового оружия. В послевоенные годы создал камнеобрабатывающие станки высокой производительности и точности.
Мартын Ваганович Касьян является автором следующих монографий:
- «Основы резания металлов»
- «Влияние модуля пластичности на стойкость инструмента»
- «О деформированной стружке»
- «Об одном характерном явлении свободного резания»
- «Обработка металлов и пластмасс резанием».

## Награды
- Орден Октябрьской Революции (13.09.1985).
- Два ордена Трудового Красного Знамени (1947, 1953).
- Орден Дружбы народов (17.09.1975).
- Орден «Знак Почёта» (26.10.1965).
- Государственная премия Армянской ССР (1970).
- Премия имени Тиме (1972).